# Teatro Fraschini

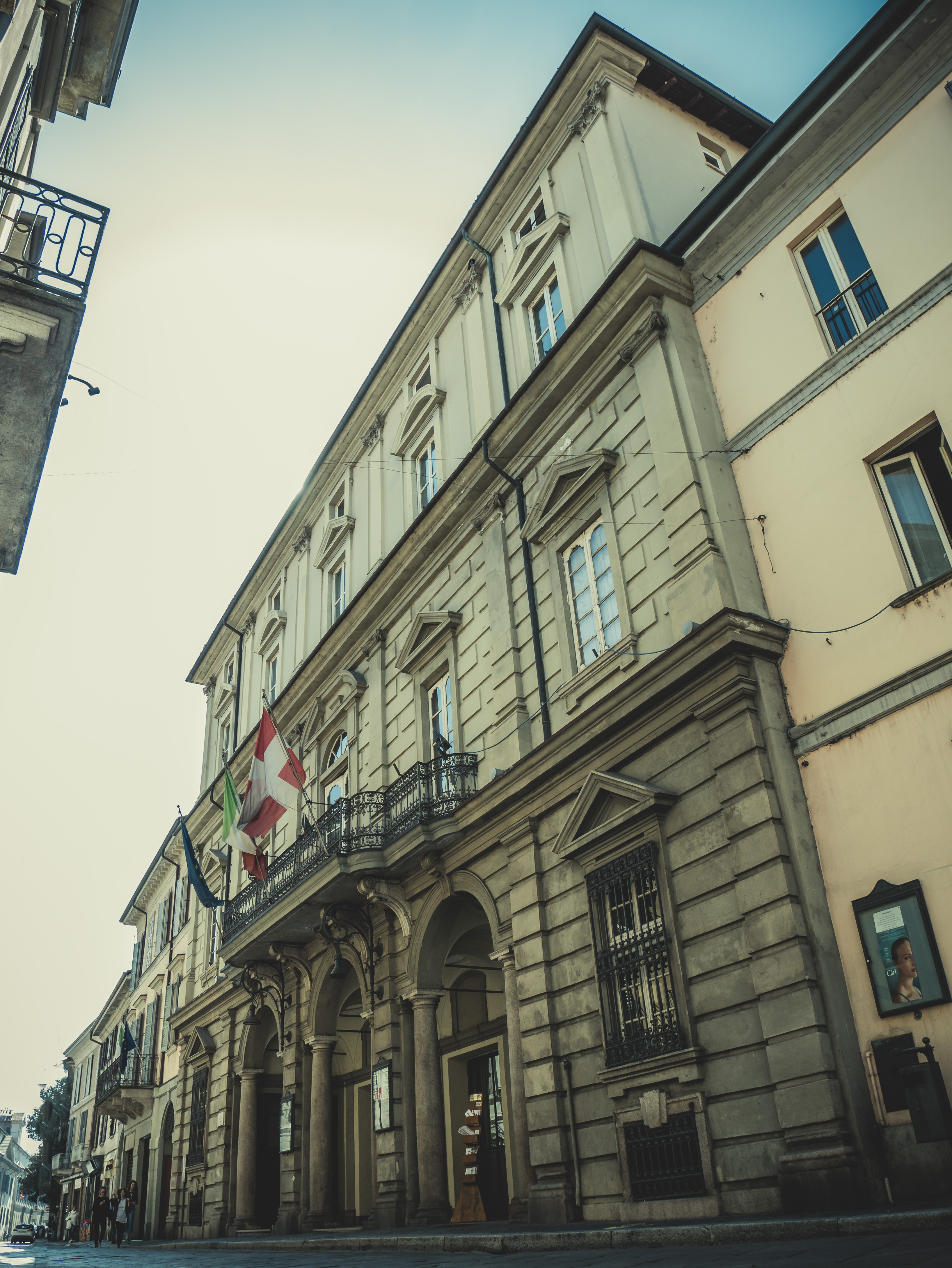
Die Fassade des Theaters

Das Teatro Fraschini ist das Opernhaus von Pavia. Es wurde 1773 eingeweiht und wird für Theateraufführungen genutzt.

## Geschichte
Das Teatro Fraschini trug ursprünglich den Namen Teatro dei Quattro Nobili Cavalieri und wurde gegründet, um den Launen des Adeligen Giacomo Omodei entgegenzuwirken. Omodei war der einzige Theaterbesitzer in Pavia und gewohnt, seine Privilegien auch dem Publikum aufzuzwingen, das sich unnötigen Vorschriften beugen musste – wie etwa dem Warten auf den Beginn der Vorstellung bis zu seiner Ankunft. Der Name des Theaters stammt daher, dass es auf Initiative von vier Adligen aus dem aufgeklärten Stadtrat von Pavia entstand, die die Società dei Cavalieri gründeten: Graf Francesco Gambarana Beccaria, Markgraf Pio Bellisomi, Markgraf Luigi Bellingeri Provera und Graf Giuseppe de' Giorgi Vistarino. Sie beschlossen, die Verwaltung und Leitung des Theaters gemeinsam zu übernehmen und beauftragten Antonio Galli da Bibiena mit dem Entwurf. Er gehörte zu einer altehrwürdigen und angesehenen Familie von Bühnenbildnern und Architekten.
Die Bauarbeiten für das Teatro dei Quattro Nobili Cavalieri begannen 1771, und das Theater eröffnete seine erste Spielzeit 1773 im Beisein von Erzherzog Ferdinand Karl von Österreich-Este. Die feierliche Eröffnung fand am 24. Mai 1773 mit der Oper Il Demetrio statt, komponiert vom tschechischen Komponisten Josef Mysliveček mit einem Libretto von Pietro Metastasio.
Am 7. Mai 1805, kurz vor seiner Krönung, reiste Napoleon Bonaparte mit seiner Gemahlin Joséphine de Beauharnais nach Pavia, wo ihm zu Ehren im Theater ein Ball veranstaltet wurde.
Ein Jahrhundert nach seiner Gründung geriet die Società in finanzielle Schwierigkeiten, da die hohen Ausgaben und geringen Einnahmen sie an den Rand des Bankrotts brachten, was die Schließung des Theaters zur Folge gehabt hätte. Um dies zu verhindern, übernahm die Stadt Pavia im Jahr 1869 das Gebäude und benannte es später in Teatro Fraschini um, zu Ehren des aus Pavia stammenden Tenors Gaetano Fraschini.
Als Symbol für Kultur und gesellschaftlichen Zusammenhalt in Pavia ist das Teatro Fraschini heute das kommunale Zentrum für die Produktion und Aufführung dramatischer und musikalischer Kunst in der Stadt.
Das Teatro Fraschini erhielt im November 2003 durch ein Dekret des italienischen Kulturministerium die Anerkennung als Teatro di Tradizione (Theater von Tradition).

## Bauwerk
Das Teatro Fraschini ist ein typisches Theater im italienischen Stil. Der große Theatersaal hat die Form eines Hufeisens und bietet 409 Sitzplätze, entsprechend dem vorherrschenden Geschmack des 18. Jahrhunderts. Es ist ein künstlerisches Beispiel für die perspektivische Forschung des Barocks.

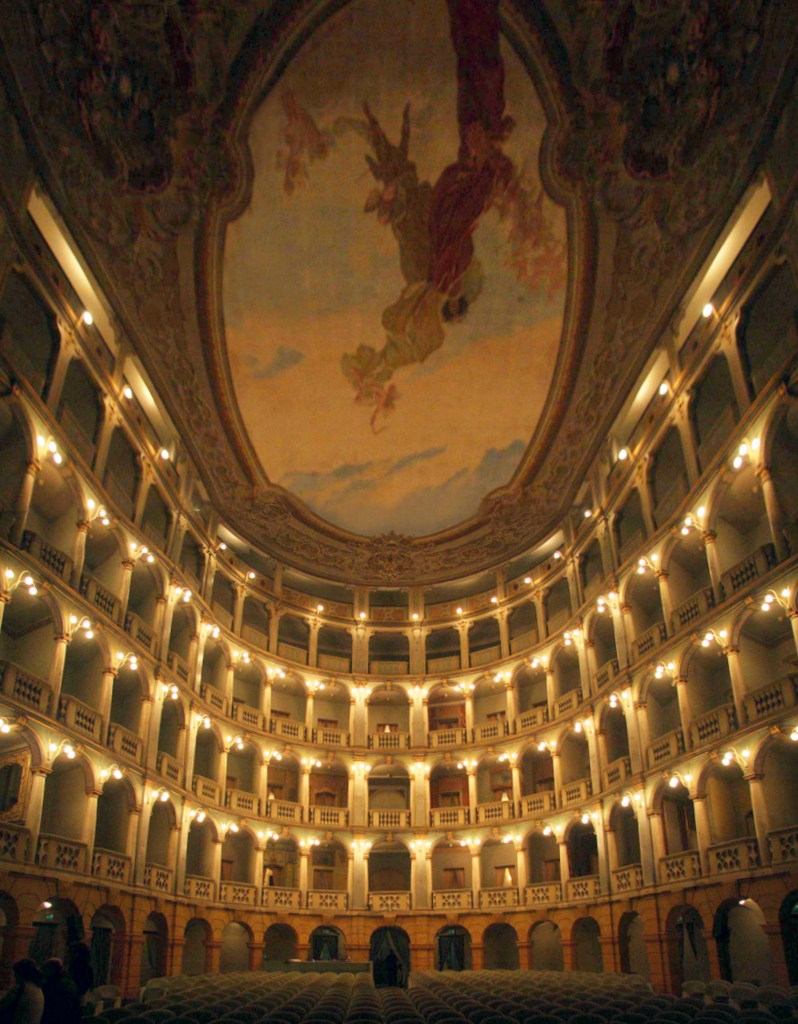
Das Innere des Theaters

Der Grundriss des Saals ist glockenförmig, mit einer Resonanzkammer – einer nicht begehbaren Galerie unter dem Parkett – die eine optimale Akustik gewährleistet. Über einem rustizierten Erdgeschossportikus im toskanischen Stil erheben sich fünf Ränge von Logen: drei untere Ränge mit dorischen, ionisch-kompositen und korinthischen Kapitellen sowie zwei obere Ränge, wobei der vierte Rang als Tribüne und der fünfte als Galerie (loggione) gestaltet ist.
Die große hölzerne Decke ist mit einem wertvollen Fresko des pavianischen Malers Achille Savoia verziert, das 1909 von Osvaldo Bignami erneuert wurde. Die beiden großen Statuen an den Seiten der Bühne, ein Werk von Michele Forabosco, stellen Musik und Poesie dar.
Im zweiten Rang befindet sich ein gut erhaltener Ofen, ein Zeugnis dafür, dass das Theaterleben des Adels nicht nur aus dem Besuch der Aufführungen bestand, sondern auch gesellige Unterhaltung mit Abendessen und Gesellschaftsspielen in den privaten Logen und Salons der rückwärtigen Räume umfasste. Jede Loge ist mit einer eigenen Garderobe ausgestattet, und viele bewahren noch originale Stuckarbeiten und Fresken aus dem 18. Jahrhundert, die je nach Geschmack der ursprünglichen Besitzer variieren.
Von Anfang an wurden die Logen an Privatpersonen verkauft, die für die Einrichtung – darunter Tapeten, Möbel, Fresken, Stuck, Türen und Vorhänge – selbst sorgen mussten, solange sie die ästhetische und architektonische Harmonie des Saals nicht beeinträchtigten.
Die Fassade des Theaters, die sich zur Strada Nuova hin öffnet, verfügt über ein Atrium mit drei offenen Arkaden. Die beiden oberen Stockwerke sind horizontal durch Gesimse und vertikal durch übereinanderliegende Pilaster dorischer, ionischer und korinthischer Ordnung gegliedert, zwischen denen sich Fenster mit dreieckigem Giebel befinden.